# Un Noël en Californie
Série Un Noël en Californie
Un Noël en Californie : Les Lumières de la ville
(2021)
Pour plus de détails, voir Fiche technique et Distribution.
Un Noël en Californie (A California Christmas) est un film de Noël comique et romantique américaine réalisé par Shaun Paul Piccinino à partir d'un scénario de Lauren Swickard. Les acteurs principaux du film sont Josh Swickard et Lauren Swickard. Le film est sorti sur Netflix le 14 décembre 2020.
Une suite, Un Noël en Californie: Les lumières de la ville est sortie le 16 décembre 2021.

## Fiche technique
Sauf indication contraire, les informations mentionnées dans cette section peuvent être confirmées par la base de données cinématographiques IMDb,  présente dans la section « Liens externes ».
- Titre originale : A California Christmas
- Titre français: Un Noël en Californie
- Réalisation : Shaun Paul Piccinino
- Scénario : Lauren Swickard
- Décors : Matt Lask
- Costumes : Elizabeth Jett
- Photographie : Brad Rushing (en)
- Montage : Brett Hedlund
- Musique : Jamie Christopherson (en)
- Production : Daniel Aspromonte, Ali Afshar et Lauren Swickard
  - Coproduction : Josh Swickard et George Thomas
- Sociétés de production : ESX Entertainment
- Société de distribution : Netflix
- Pays d’origine :  États-Unis
- Langue originale : anglais
- Format : couleur
- Durée : 106 minutes
- Dates de sortie : Monde : 14 décembre 2020 (Netflix)

## Distribution
- Lauren Swickard (VF : Diane Dassigny) : Callie Bernet
- Josh Swickard (VF : Sébastien Baulain) : Joseph Van Aston
- Ali Afshar (VF : Thierry Kazazian) : Leo
- David Del Rio (VF : Tanguy Goasdoué) : Manny
- Katelyn Epperly (en) : Liz
- Amanda Detmer : Wendy Bernet
- Natalia Mann (VF : Lila Lacombe) : Hannah Bernet
- Julie Lancaster (VF : Déborah Perret) : Amy
- Gunnar Anderson : Connor
- Aaron Jones : Vincenzo
- Derrica Barbee : Derrica
- Cheyney Steininger : père de Callie
- George Thomas : Liam

Version française
- Société de doublage : Imagine
- Direction artistique : Mathieu Richer

 Source et légende : version française (VF) sur RS Doublage

## Production
Ali Afshar est le PDG de la société ESX Productions.
Le tournage a eu lieu à Petaluma, en Californie du 2 juillet au 4 août 2020, sur une période de trois semaines et demie et les acteurs et l'équipe ont dû suivre des exigences COVID strictes. Le film a marqué les débuts de production et d'écriture de scénario de Lauren Swickard.